# Bisbat de Sant Josep a Irkutsk
El bisbat de Sant Josep a Irkutsk (rus: Епархия Святого Иосифа в Иркутске, llatí: Dioecesis Ircutscana Sancti Iosephi) és una seu de l'Església Catòlica a Rússia, sufragània de l'arquebisbat de la Mare de Déu a Moscou. Al 2017 tenia 52.600 batejats sobre una població de 15.326.000 habitants. Actualment està regida pel bisbe Cyryl Klimowicz.

## Territori
La diòcesi, la més gran existent, comprèn un territori que constitueix gairebé el 7% de la terra emergida correspon a la part centre-oriental de Sibèria-
La seu episcopal és la ciutat d'Irkutsk, on es troba la catedral del Cor Immaculat de Maria.
El territori s'estén sobre 9.960.000 km², i està dividit en 42 parròquies.

## Història
L'administració apostòlica de la Sibèria Oriental va ser erigida el 18 de maig de 1999 amb el decret Quo aptius de la Congregació per als Bisbes, prenent el territori de l'administració apostòlica de Sibèria (avui la diòcesi de la Transfiguració a Novossibirsk).
L'11 de febrer de 2002, per efecte de la butlla In beati Petri de Joan Pau II va ser elevada a diòcesi, assumint el nom actual.

## Cronologia episcopal
- Jerzy Mazur (18 de maig de 1999 - 17 d'abril de 2003 nomenat bisbe d'Ełk)
- Cyryl Klimowicz, des del 17 d'abril de 2003

## Statistiche
La diocesi al termine dell'anno 2017 su una popolazione di 15.326.000 persone contava 52.600 battezzati, corrispondenti allo 0,3% del totale.

## Estadístiques
A finals del 2017, la diòcesi tenia 52.600 batejats sobre una població de 15.326.000 persones, equivalent al 0,3% del total.
| any  | població | població   | població | sacerdots | sacerdots       | sacerdots       | sacerdots             | diaques | religiosos | religiosos | parròquies |
| ---- | -------- | ---------- | -------- | --------- | --------------- | --------------- | --------------------- | ------- | ---------- | ---------- | ---------- |
| any  | batejats | total      | %        | total     | clergat secular | clergat regular | batejats por sacerdot | diaques | homes      | dones      |            |
| 1999 | 50.000   | 16.000.000 | 0,3      | 23        | 7               | 16              | 2.173                 |         | 20         | 14         | 36         |
| 2001 | 48.700   | 15.500.000 | 0,3      | 38        | 15              | 23              | 1.281                 |         | 27         | 40         | 42         |
| 2002 | 49.000   | 15.500.000 | 0,3      | 42        | 18              | 24              | 1.166                 |         | 27         | 53         | 46         |
| 2003 | 51.500   | 15.500.000 | 0,3      | 49        | 17              | 32              | 1.051                 |         | 42         | 53         | 80         |
| 2004 | 52.000   | 15.500.000 | 0,3      | 39        | 14              | 25              | 1.333                 |         | 34         | 55         | 81         |
| 2010 | 52.560   | 14.627.000 | 0,4      | 45        | 17              | 28              | 1.168                 |         | 32         | 60         | 39         |
| 2014 | 52.500   | 14.970.000 | 0,4      | 40        | 12              | 28              | 1.312                 |         | 32         | 62         | 42         |
| 2017 | 52.600   | 15.326.000 | 0,3      | 40        | 8               | 32              | 1.315                 |         | 37         | 65         | 42         |